# Panthera tigris soloensis
Panthera tigris soloensis (Von Koenigswald, 1933), popularmente conocido como el tigre de Ngandong es una subespecie extinta de tigre que vivió en lo que actualmente se conoce como la región de la Sonda (Indonesia) durante el Pleistoceno Superior, hace 195.000 años.

## Descripción
El estudio de Panthera tigris soloensis ha sido difícil, ya que los restos fósiles son extremadamente escasos (solamente se poseen 7 ejemplares); la mayoría de estos restos han sido descubiertos en la localidad de Ngandong (Java), de allí su nombre común y en su mayor parte parecen indicar que este felino tuvo un tamaño similar al del tigre de Bengala actual (Panthera tigris tigris). Sin embargo, existen algunos restos que indican la existencia de individuos de mayor tamaño que los mayores ejemplares de las subespecies más grandes de la actualidad (el tigre de Amur y de Bengala). A partir de un fémur completo de 480 mm de largo, Heltler y Volmer (2007) valiéndose de las fórmulas de Van Valkenburgh (1990)  y de Anyonge (1993) calcularon que el peso de un gran macho de Panthera tigris soloensis sería de 470 kg.

## Paleoecología
En la localidad de Ngandong, además de los restos de Panthera tigris soloensis, también se han descubierto fósiles de otros animales como los proboscidios Stegodon trigonocephalus, Elephas hysudrindicus, los bóvidos Bubalus palaeokerabau y Bos paleosondaicus, los perisodáctilos Tapirus indicus y Rhinoceros sondaicus, los cérvidos Cervus (Axis) lydekkeri, Cervus (Rusa) hippelaphus y Cervus (Rusa) javanicus, el hipopotámido Hexaprotodon sivalensis y el homínido Homo erectus soloensis así como el cercopitécido Macaca fascicularis

## Evolución
Panthera tigris soloensis apareció a mediados del Pleistoceno, posiblemente originándose a partir de una población de tigres  del Pleistoceno de China (Panthera tigris acutidens) que se desplazó hasta la región de la Sonda cuando los niveles del mar eran más bajos, reemplazando a la población de tigres original de esa región (Panthera tigris oxygnatha). Groves (1992) argumenta que con el tiempo, a medida que los niveles del mar subieron y el territorio y tamaño de las presas comenzaron a disminuir, el gran tamaño de estos tigres comenzó a desaparecer, hasta finalmente dar origen al llamado tigre de Java (Panthera tigris sondaica), el cual fue extinguido por la acción del hombre en el siglo XX. Groves fundamenta su teoría basándose en las grandes similitudes morfológicas observables en la estructura ósea de estas dos subespecies de Panthera tigris, como son los huesos nasales y occipitales estrechos y los relativamente pequeños metacarpianos.